# Kaloula conjuncta
Kaloula conjuncta é uma espécie de anfíbio da família Microhylidae.
É endémica das Filipinas.
Os seus habitats naturais são: florestas secas tropicais ou subtropicais, florestas subtropicais ou tropicais húmidas de baixa altitude, matagal húmido tropical ou subtropical, campos de gramíneas de baixa altitude subtropicais ou tropicais sazonalmente húmidos ou inundados, rios, rios intermitentes, lagos de água doce, lagos intermitentes de água doce, marismas de água doce, marismas intermitentes de água doce, terras aráveis, pastagens, plantações, jardins rurais, florestas secundárias altamente degradadas, áreas de armazenamento de água, lagoas, terras irrigadas e áreas agrícolas temporariamente alagadas.
Está ameaçada por perda de habitat.